# HD 136138
HD 136138 är en dubbelstjärna belägen i den norra delen av stjärnbilden Ormen. Den har en skenbar magnitud av ca 5,68 och är svagt synlig för blotta ögat där ljusföroreningar ej förekommer. Baserat på parallax enligt Gaia Data Release 2 på ca 10,3 mas, beräknas den befinna sig på ett avstånd på ca 317 ljusår (ca 97 parsek) från solen. Den rör sig närmare solen med en heliocentrisk radialhastighet på ca -8 km/s.

## Egenskaper
Primärstjärnan HD 136138 A är en gul till vit jättestjärna av spektralklass G8 IIIa. Den är en röd klumpstjärna, vilket anger att den genererar energi genom termonukleär fusion av helium i dess kärna. Det finns några tvetydiga bevis för att den är en svag bariumstjärna av spektralklass Ba0.3, med spektra som visar marginella överskott av s-processelement. En låg röntgenstrålning har upptäckts från stjärna och tycks komma från dess korona. Den har en massa som är ca 1,8 solmassor, en radie som är ca 10 solradier och har ca 56 gånger solens utstrålning av energi från dess fotosfär vid en effektiv temperatur av ca 5 000 K.
Stjärnans variation i radiell hastighet rapporterades av J. R. de Medeiros och M. Mayor 1999 och den bekräftades som en dubbelstjärna av A. Frankowski et. al.2007 med hjälp av mätningar av stjärnans egenrörelse. Den är en oupplöst, enkelsidig spektroskopisk dubbelstjärna med en omloppsperiod av 1,39 år och en excentricitet på 0,335. Mätningar av egenrörelse möjliggör en uppskattning av  omloppsbanans lutningsvinkel som ~43°. Dess halva storaxel är omkring 2,0 AE eller dubbla distansen från jorden till solen.
Den höga ultraviolett strålning som kommer från konstellationen tyder starkt på att följeslagaren är en kompakt vit dvärg. Dess massa bedöms vara 0,6 till 0,8 solmassa, och temperaturen är omkring 30 400 K. Det är möjligt att den i dess tidigare utveckling förorenade primärstjärnan med s-processelement, även om den resulterande växelverkan bör ha påverkat omloppsbanan till viss del. Dvärgstjärnan har en magnitud på 15,3 och en vätedominerad atmosfärsklass av DA1,7.